# Ratpenat d'espasa de l'Orinoco
El ratpenat d'espasa de l'Orinoco (Lonchorhina orinocensis) és una espècie de ratpenat que viu al sud-est de Colòmbia i al sud de Veneçuela.